# حبس (السفيرة)
حبس قرية سوريّة تتبع إداريّاً لمحافظة حلب منطقة السفيرة ناحية خناصر، بلغ تعداد سكانها 274 نسمة حسب التعداد السكاني لعام 2004.